# کولت دارفوی
کولت دارفوی (فرانسوی: Colette Darfeuil‎؛ ۷ فوریهٔ ۱۹۰۶ – ۱۵ اکتبر ۱۹۹۸) هنرپیشه اهل فرانسه بود.
وی بازیگر فیلم‌هایی همچون درباره یک بازجویی، قلبم تو را می‌خواند و خر بوریدان بوده‌است.